# العجوم العليا (الملاح)

تعديل مصدري - تعديل

العجوم العليا هي إحدى قرى عزلة الملاح بمديرية الملاح التابعة لمحافظة لحج، بلغ تعداد سكانها 88 نسمة حسب تعداد اليمن لعام 2004.